# Le Grand Mensonge
Pour plus de détails, voir Fiche technique et Distribution.
Le Grand Mensonge (The Great Lie) est un film américain d'Edmund Goulding sorti en 1941, d'après le roman de Polan Banks.

## Synopsis
Une jeune fille décidée perd l'homme qu'elle aime, le croyant disparu dans un accident d'avion.

## Fiche technique
- Titre : Le Grand Mensonge
- Titre original : The Great Lie
- Réalisateur : Edmund Goulding
- Scénariste : Lenore J. Coffee d'après le roman The Far Horizon de Polan Banks
- Production : Hal B. Wallis (producteur exécutif) et Henry Blanke (producteur associé)
- Société de production : Warner Bros.
- Musique : Max Steiner
- Photographie : Tony Gaudio
- Montage : Ralph Dawson
- Direction artistique : Carl Jules Weyl
- Costumes : Orry-Kelly
- Pays d'origine : États-Unis
- Langue : anglais
- Format : Noir et blanc - Son : Mono (RCA Sound System)
- Genre : Mélodrame
- Durée : 108 minutes
- Date de sortie : 
  - États-Unis : 5 avril 1941 Littleton, New Hampshire
  - États-Unis : 12 avril 1941
  - France : 21 janvier 1948 Paris
- Affiche : Roger Rojac (France)

## Distribution
- Bette Davis : Maggie Patterson Van Allen
- George Brent : Peter 'Pete' Van Allen
- Mary Astor : Sandra Kovak
- Lucile Watson : Tante Ada Greenfield
- Hattie McDaniel : Violet
- Grant Mitchell : Joshua 'Josh' Mason
- Jerome Cowan : Jock H. Thompson
- Charles Trowbridge : Sen. Ted Greenfield
- Thurston Hall : Oscar Worthington 'Worthy' James
- Russell Hicks : Col. Harriston
- Virginia Brissac : Sadie
- J. Farrell MacDonald (crédité J. Farrell Macdonald) : Dr. Ferguson
- Addison Richards : Mr. Talbot
- Sam McDaniel : Jefferson Washington

Et, parmi les acteurs non crédités :
- Doris Lloyd : Bertha, la servante de Sandra
- George Reed : Le maître-d'hôtel des Greenfield
- Georges Renavent : Un maître-d'hôtel